# Harangozó Gábor
Harangozó Gábor István (Budapest, 1975. szeptember 27. –) magyar politikus, az MSZP korábbi országgyűlési képviselője.

## Tanulmányai
A szekszárdi Garay János Gimnáziumban tett érettségi vizsgát, majd a Nyugat-Magyarországi Egyetem Mezőgazdaság- és Élelmiszer-tudományi Karán gazdasági agrármérnöki diplomát szerzett. Második diplomáját a hollandiai Dronteni Keresztény Agrártudományi Egyetemen az Európai Unió strukturális alapjainak menedzsmentjéből szerezte.

## Pályafutása
2000-ben lépett be a Magyar Szocialista Pártba, 2004-től 2009-ig európai parlamenti képviselő volt, majd 2009-től szociális innovációért felelős miniszterelnöki megbízott, 2010-től pedig országgyűlési képviselő, mezőgazdasági- és külügyi bizottsági tag, az ET, és az EBESZ PKGY tagja. 2014-ben a Földművelésügyi Bizottság alelnökévé választották. Egyik alapítója volt a Harmadik Évezred Harmadik Hullám Platformnak. 2010-ben az MSZP Siófok és Városkörnyéki Szervezetének elnöke lett, 2011. november 19-étől pedig az MSZP Somogy Megyei Területi Szövetségének elnöke. Az MSZP Országos Választmányának és az Agrár- és Vidékpolitikai Tagozat elnökhelyettese.

## Családja
Nős, három gyermek édesapja. Öccse, Harangozó Tamás, szintén politikus.